# لا موخونرا
لا مُخُنِرا (به اسپانیایی: La Mojonera) دهستانی در استان آلمریای اسپانیا است.
در این دهستان ۷۹۰۰ نفر زندگی می‌کنند. مساحت این دهستان ۲۴ کیلومتر مربع است.